# Погосян, Сурик Сиракович
Сурик Сиракович Погосян (арм. Սուրիկ Պողոսյան; род. 21 апреля 1957, Сарчапет, Калининский район, Армянская ССР) — депутат армянского парламента.

## Биография
- 1975—1977 — служил в Советской армии.
- 1978—1980 — лаборант отдела технологии животноводства, а в 1980—1982 — лаборант в отделе питания животных Лорийской опытной базы.
- 1980—1985 — животноводческий факультет Ереванского зооветеринарного института. Ветеринар-инженер.
- 1982—1984 — заведующий организационным отделом, в 1987—1988 — второй секретарь Калининского райкома комсомола, инструктор по сельскому хозяйству Калининского райкома компартии.
- 1988—1993 — главный ветеринар управления сельского хозяйства Калининского районного комитета.
- 1993—1996 — инспектор, агроном второй категории Таширского межрайонного пограничного пункта.
- 1996—2007 — исполнительный директор ОАО «Таширская швейная фабрика».
- 1999—2007 — исполнительный директор, а в 2005—2007 — председатель совета ОАО «Таширский завод эмалированной посуды».
- 2004—2007 — исполнительный директор ЗАО «Ташир-инвест-групп».
- С января по май 2007 — являлся заместителем министра сельского хозяйства Армении.
- 12 мая 2007 — избран депутатом парламента. Член постоянной комиссии по защите прав человека и общественным вопросам. Член «РПА».